# Dorfkirche Prößdorf

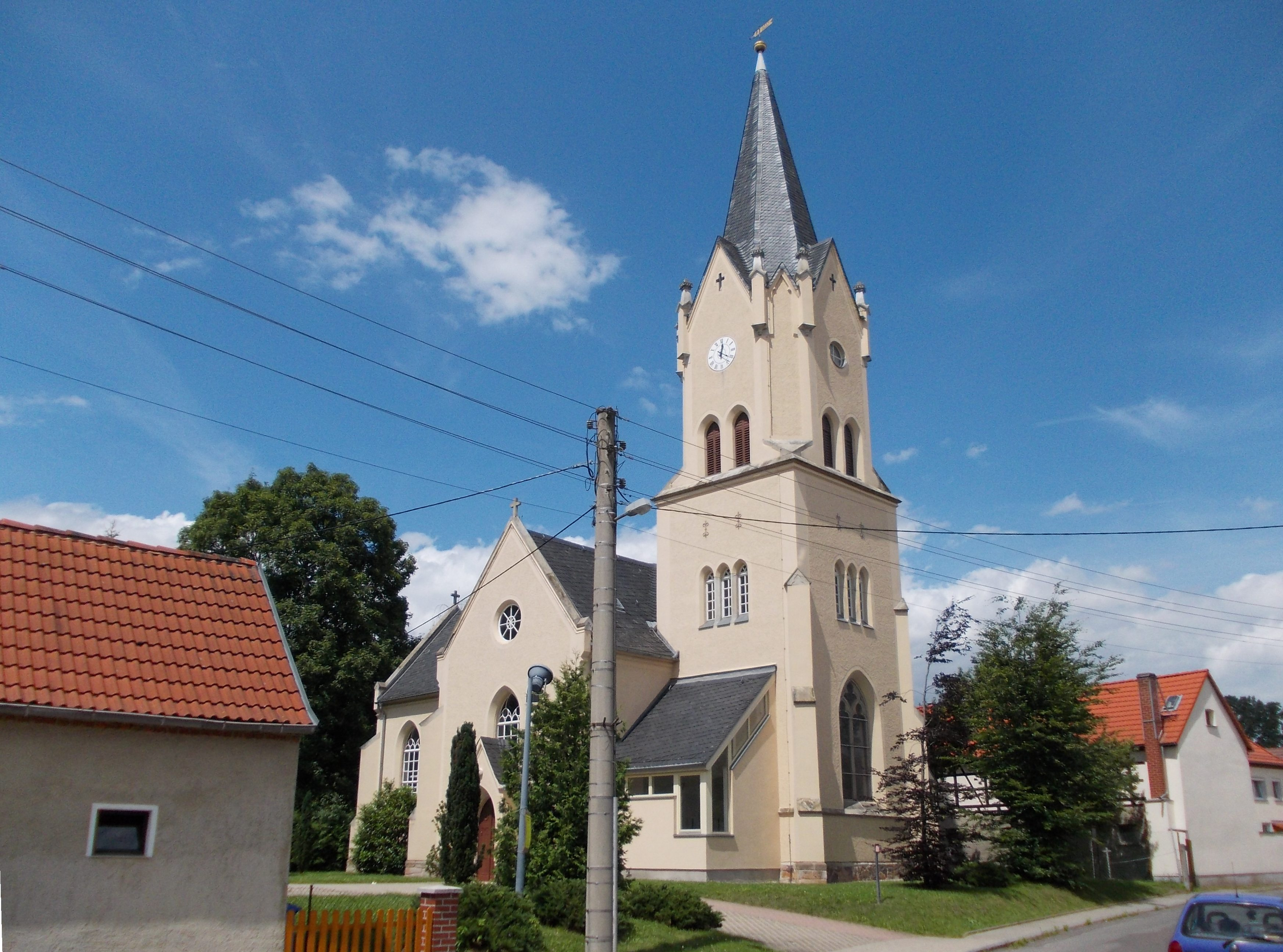
Die Kirche

Die evangelisch-lutherische Dorfkirche Prößdorf steht im Stadtteil Prößdorf der Stadt Lucka im Landkreis Altenburger Land in Thüringen.

## Geschichte
Die Dorfkirche Prößdorf wurde 1885 erbaut. Über ihre Gründerzeit liegen wenig Angaben vor. 
Berichtet wird über folgendes: Das Gotteshaus wurde in der DDR-Zeit sehr vernachlässigt. Es hatte einen schlechten Bauzustand und wurde zur Ruine erklärt. Deshalb hat man sich nach der Wende in Lucka entschieden, das Gotteshaus über einen neuen Weg zu retten.

## Der neue Weg
- Die Dorfkirche von Prößdorf wird für standesamtliche Trauungen genutzt, wird also eine Hochzeitskirche.
- Mitte bis Ende der 1990er Jahre erfolgte größtenteils mit staatlichen Mitteln die Sanierung. Bauherr war die Stadt Lucka.
- Ein Vertrag zwischen Stadtverwaltung und Kirchengemeinde ermöglicht eine Nutzung sowohl für weltliche als auch für kirchliche Veranstaltungen.

## Das Ergebnis
Auf den ersten Blick ist das Haus ein Gotteshaus, aber dann laden Polsterstühle zum Verweilen ein. Die Kanzel und der Altar sind durch Tische ersetzt und ein Blüthner-Flügel steht im Raum. Man glaubt nicht, dass man in einer Kirche ist, sondern in einem Festsaal.
Allein im Jahre 2010 haben 39 standesamtliche Eheschließungen stattgefunden. Es finden aber auch noch Festgottesdienste, kirchliche Trauungen und Taufen statt. Eine kleine Glocke befindet sich im Turm.